# Żarka nad Nysą

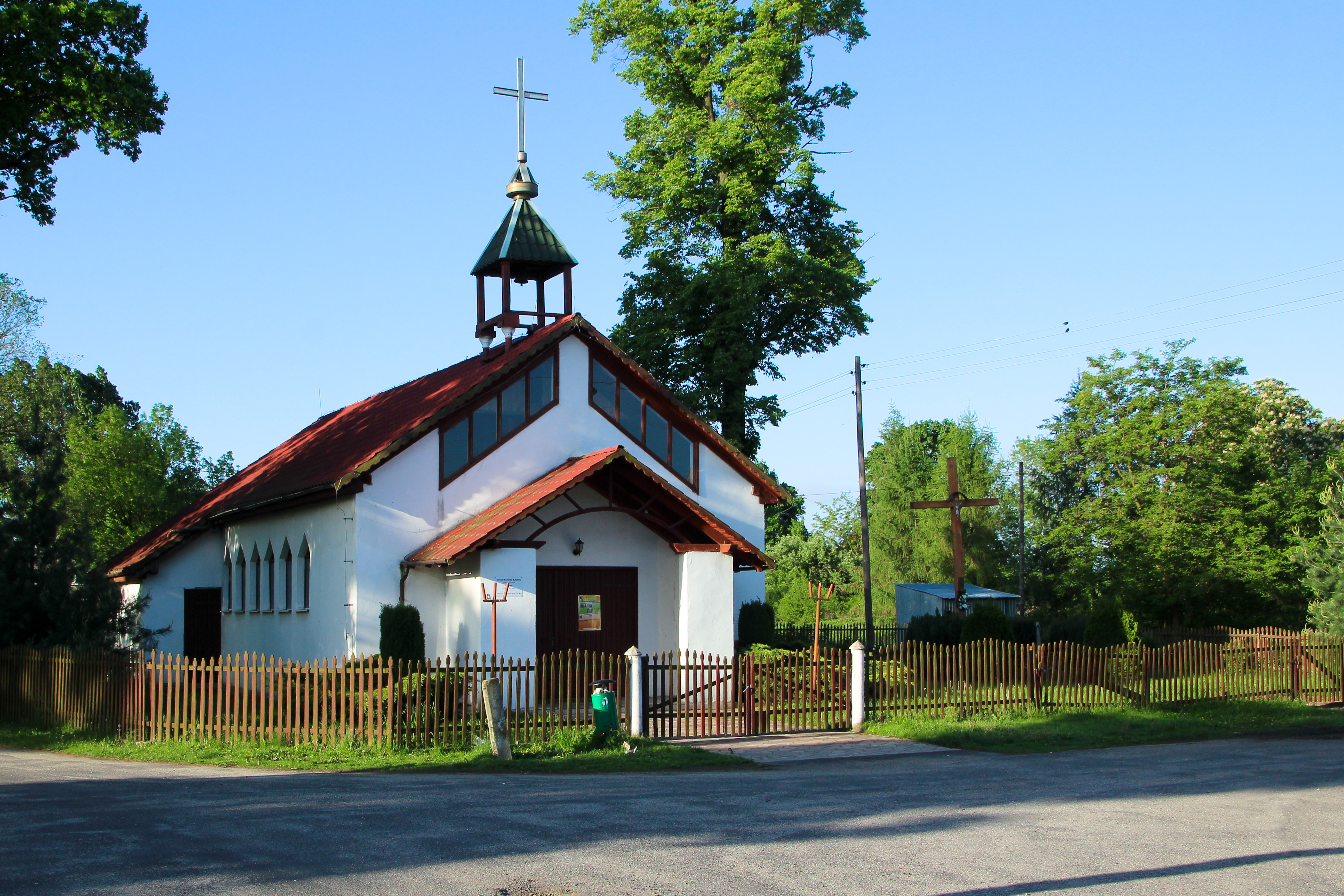
Kirche in Żarka nad Nysą

Der Ort Żarka nad Nysą (deutsch Sercha; nad Nysą für an der Neiße, von 1937 bis 1945 Burgundenau) ist ein Schulzenamt der polnischen Stadt-und-Land-Gemeinde Pieńsk (Penzig) im Landkreis Zgorzelec in der Woiwodschaft Niederschlesien. Der Ort zählte im Februar 2010 158 Einwohner.

## Geographische Lage
Żarka liegt an den östlichen Auen der Lausitzer Neiße in der ehemaligen Görlitzer Heide. Die Droga wojewódzka 351 führt durch den Ort und verbindet ihn mit dem fünf Kilometer nördlich liegenden Pieńsk und dem acht Kilometer südlichen Zgorzelec. Auf der westlichen, deutschen Uferseite liegen die Görlitzer Ortsteile Ludwigsdorf und Ober-Neundorf. Auch die Bahnstrecke Węgliniec–Zgorzelec tangiert den Ort am östlichen Rand, hat aber keinen Haltepunkt in Żarka.
Südlich des Ortes liegt eine große geflutete Kiesgrube.

## Geschichte
Erstmals erwähnt wurde Żarka 1419 unter dem Namen Serchaw. Bereits 1426 taucht dann auch die ehemalige deutsche Ortsbezeichnung Sercha auf. Nach dem schlesischen Pfarralmanach von 1899 gehörte Sercha damals zum Kirchspiel im benachbarten Lissa. Erst im Jahr 2000 erhielt der Ort sein eigenes Gotteshaus. Bis 1945 verband eine Brücke über die Neiße Sercha mit Nieder-Ludwigsdorf auf der westlichen Uferseite. 1937 wurde der Ort im Zuge der Germanisierung von Ortsnamen im Dritten Reich in Burgundenau umbenannt. Der Ortsname sollte aber nur kurzen Bestand haben, denn nach dem Ende des Zweiten Weltkrieges wurde Burgundenau, östlich der Oder-Neiße-Linie liegend, unter polnische Verwaltung gestellt und hieß seitdem Żarka nad Nysą.
Der Ortsname leitet sich, ähnlich wie bei den deutschen Orten Groß Särchen (obersorbisch Wulke Ždźary), Särchen (Zdźar), Särichen (Zdźarki) sowie den polnischen Orten Żarki Wielkie (Groß Särchen) und Żarki Małe (Klein Särchen), vom altsorbischen žďar, žar „Brand“ ab. Es ist anzunehmen, dass die Flur durch Brandrodung eines Waldstücks zur Besiedlung erschlossen wurde.